# بيتروس غونسالفوس
بيتروس غونسالفوس (بالإسبانية: Pedro González) يشار إليه من قبل أوليسي ألدروفاندي باسم «رجل الغابة»، اشتهر خلال حياته بسبب حالته فرط الشعر.

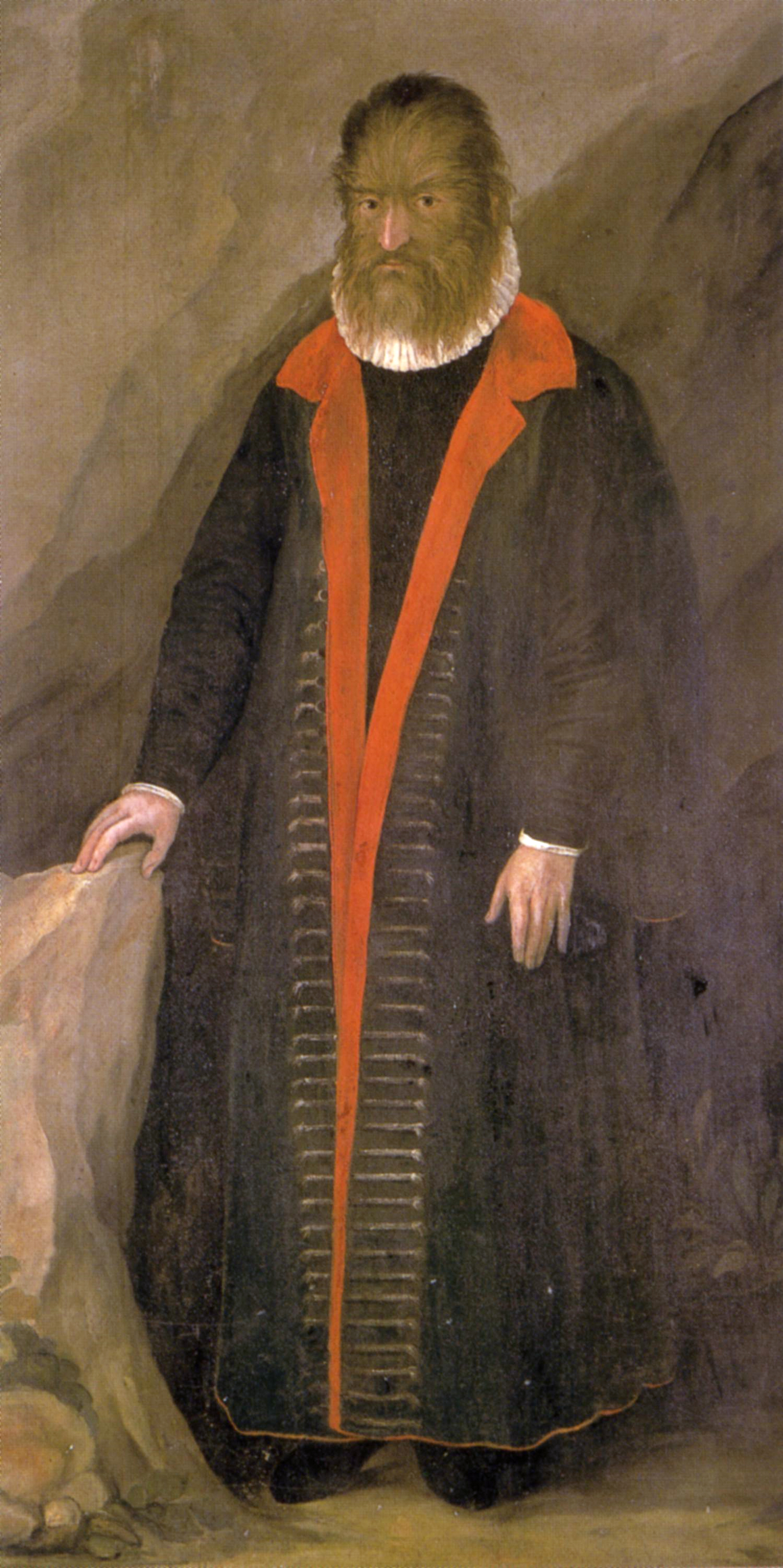
بيتروس غونسالفوس, لوحة فنية عام 1580

جاء غونسالفوس لأول مرة إلى بلاط ملك فرنسا هنري الثاني عام 1547، وأرسل من هناك إلى بلاط مارغريت بارما وصية العرش في هولندا. وتزوج بيتروس هناك من فتاة تدعى كاثرين. في وقت لاحق تم نقله إلى بلاط ألساندرو فارنيزي دوق بارما.
أنجب بيتروس سبعة أبناء أربعة منهم أصيبوا أيضًا بفرط الشعر. أصبحت عائلته موضوع تحقيق طبي من قبل أوليسي ألدروفاندي وآخرين. على الرغم من العيش والعمل كنبيل، لم يُعتبر غونسالفوس وأطفاله المشعرون بشرًا تمامًا في نظر معاصريهم. استقر غونسالفوس في نهاية المطاف في إيطاليا مع زوجته. آخر سجل معروف له يعود إلى عام 1617، عندما تم إدراجه بين أولئك الذين حضروا تعميد حفيده. يُعتقد أن الزواج بين بيتروس غونسالفوس والسيدة كاثرين ربما ألهم جزئيًا الحكاية الخيالية الجميلة والوحش.
توفي بيتروس غونسالفوس عام 1618 في كابوديمونتي بالقرب من روما.